# 新北市板橋區板橋國民小學
新北市板橋區板橋國民小學（簡稱板橋國小），其前身為枋橋公學校與板橋國民學校，是板橋地區日治時期第一所新制學校。

## 沿革

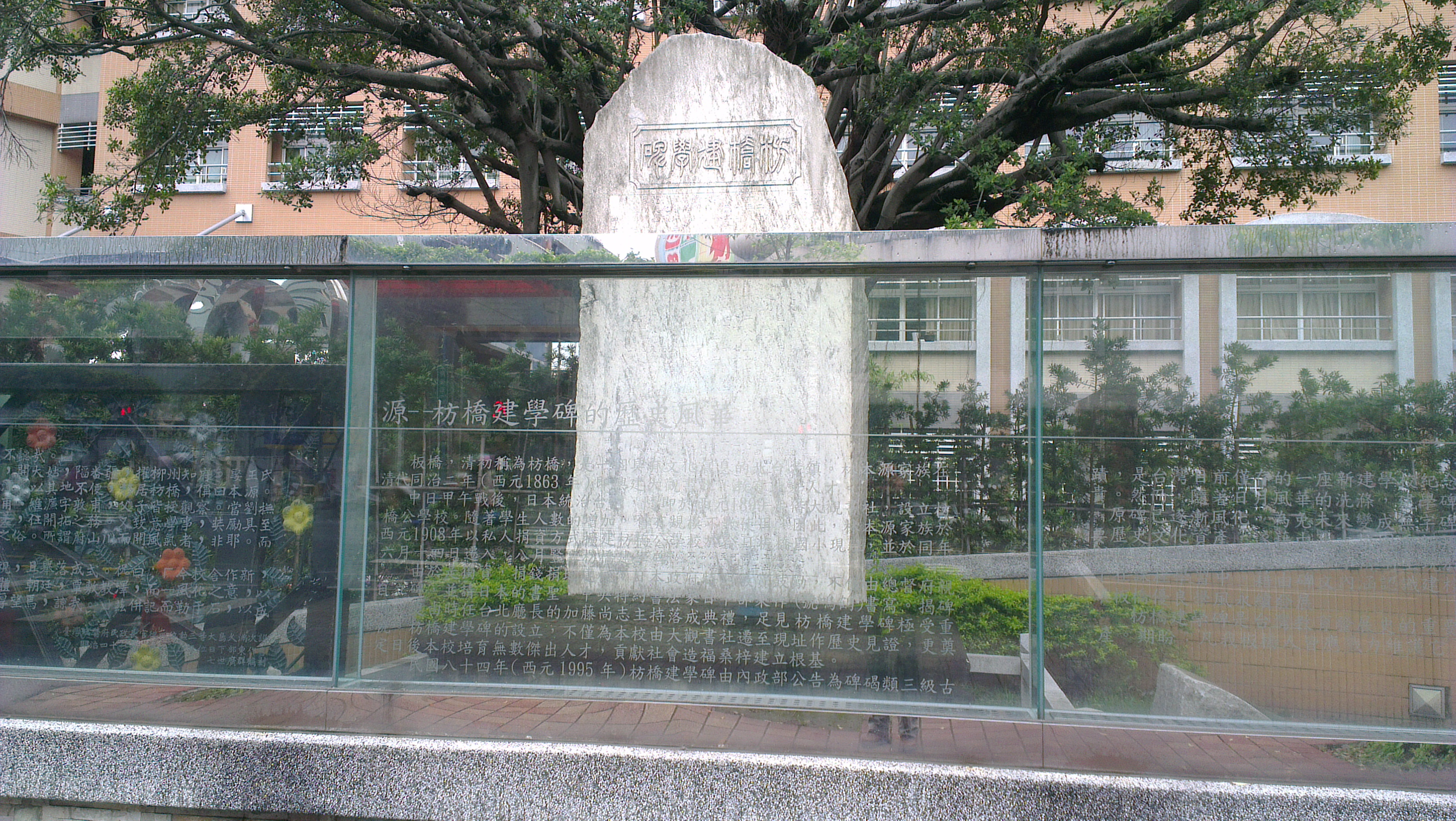
枋橋建學碑。

臺灣總督府於明治31年（1898年）8月16日發布「台灣公立公學校規則」、「台灣公立公學校官制」與「公學校令」，明定以中央或地方的經費開辦公學校。該法令並明定公學校的就學資格為8歲以上，14歲以下的臺籍兒童、另外也詳細制定六年制的公學校應教授的科目（修 身、作文、讀書、習字、算術、唱歌與體操）、師資與例假日等。隔年（1899年），原板橋林本源家族在大觀義學所經營的「私立國語教育所」，於1月18日就地改制為枋橋公學校，以文昌祠暫時充當教室使用。
- 明治32年（1899年）3月13日舉行開學典禮。班級2班、教師2位、學生108人。
- 明治41年（1908年）2月3日，原大觀義學校舍逐漸不敷使用，林本源家族林爾嘉、林彭壽、林嵩壽、林熊徵等人捐款，做為建校經費，在枋橋的東北隅（今板橋國小現址）建新校舍。為紀念板橋林家捐款興學一事，立有枋橋建學碑。
- 明治41年（1908年）5月1日，設立枋橋公學校枋寮分校 (現中和國小)。
- 明治42年（1909年）4月1日，設立枋橋公學校土城分校 (現土城國小)。
- 大正8年（1919年）4月1日，設立枋橋公學校江仔翠分校 (現江翠國小)。
- 大正9年（1920年）4月1日，設立枋橋公學校沙崙分校 (現沙崙國小)。
- 大正10年（1921年）4月1日，因台灣行政區改制後枋橋改名為板橋，學校配合更名為板橋公學校。
- 昭和16年（1941年）4月1日，台灣教育令再度修正，將小學校、蕃人公學校與公學校一律改稱為國民學校。板橋公學校因此更名為板橋國民學校。
- 民國45年（1956年）9月1日，設立埔墘分校 (現在埔墘國小)。
- 民國47年（1958年）9月1日，設立後埔分校 (現在後埔國小)。
- 民國57年（1968年）8月1日，實施九年國民義務教育，更名為「臺北縣板橋鎮板橋國民小學」。
- 民國62年（1973年）9月1日，設立新埔國小，調出教師24位，學生1700多人。
- 民國67年（1978年）8月25日，設立國光國小，調出教師26位，學生2200多人。

## 歷代校長
日治時期
| 任次 | 姓名       | 就任期間  | 備註 |
| ---- | ---------- | --------- | ---- |
| 1    | 寺內又男   | 1899-1902 |      |
| 2    | 高橋喜能   | 1903-1925 |      |
| 3    | 岡部克巳   | 1926-1927 |      |
| 4    | 室園武     | 1928-1931 |      |
| 5    | 楠時次     | 1932-1936 |      |
| 6    | 帶刀千太郎 | 1937-1944 |      |

中華民國時期
| 任次 | 姓名   | 就任期間  | 備註 |
| ---- | ------ | --------- | ---- |
| 1    | 張鴻基 | 1945-1948 |      |
| 2    | 吳景星 | 1948-1949 |      |
| 3    | 朱驕陽 | 1949-1967 |      |
| 4    | 黃則永 | 1967-1972 |      |
| 5    | 游明陽 | 1972-1986 |      |
| 6    | 李煌懋 | 1986-1992 |      |
| 7    | 羅隆裕 | 1992-2000 |      |
| 8    | 詹正信 | 2000-2005 |      |
| 9    | 姚素蓮 | 2005-2011 |      |
| 10   | 張益仁 | 2011-2013 |      |
| 11   | 林義祥 | 2013-2021 |      |
| 12   | 華志仁 | 2021-目前 |      |

## 外部連結
- 新北市板橋區板橋國民小學 （页面存档备份，存于）